# Milt Neil
Milt Neil est un animateur américain ayant travaillé pour les studios Disney.

## Filmographie
- 1939 : Le Vilain Petit Canard (non crédité)
- 1940 : Pinocchio (non crédité)
- 1940 : Fantasia (segment "Symphonie Pastorale")
- 1941 : Le Dragon récalcitrant
- 1941 : Dumbo
- 1942 : Der Fuehrer's Face
- 1942 : Saludos Amigos
- 1944 : Les Trois Caballeros
- 1955 : Lac Titicaca, ressortie de la séquence sortie de 1942 dans Saludos Amigos
- 1980 : Mickey Mouse Disco